# Пивмециллинам
Пивмециллинам — антибиотик для лечения инфекций мочевыводящих путей. Применяется в разных странах с 70-х годов. Одобрен для применения в США в 2024 г.

## Механизм действия
Пролекарство мециллинама.

## Показания
инфекции мочевыводящих путей.